# Polydesma otiosa
Polydesma otiosa är en fjärilsart som beskrevs av Achille Guenée 1852. Polydesma otiosa ingår i släktet Polydesma och familjen nattflyn. Inga underarter finns listade i Catalogue of Life.